# Associazione Calcio Crema 1908
L'Associazione Calcio Crema 1908, meglio nota come Crema, è una società calcistica italiana con sede nella città di Crema, in provincia di Cremona. 

## Storia

### Dalle origini alla Prima Guerra Mondiale
Il 9 maggio 1908 viene fondata la Società Ginnastica Edmondo De Amicis, che inizia la sua attività agonistica con alcune amichevoli e piccoli tornei locali. Dal 1914 al 1919 fu inattiva per motivi bellici, mentre nella stagione 1919-1920 prese parte al Torneo Targa Folli e alla Coppa Bazzano.
Fu solo nella stagione sportiva 1920-1921 che si iscrisse al primo campionato di Promozione. Il Compromesso Colombo la obbligò a disputare il campionato di Terza Divisione fino alla stagione 1924-1925. Solo dopo aver vinto il campionato di Terza Divisione Lombardia e il proprio girone di finale, fu promosso in Seconda Divisione.
Nelle successive ristrutturazioni dei tornei, nel 1928-1929 riuscì ad essere ammessa alla Prima Divisione, che, con la scissione del campionato di Divisione Nazionale in Serie A e Serie B, era stato declassato al terzo livello del calcio italiano (l'equivalente dell'odierna Serie C/Lega Pro). Nei campionati successivi, riuscì ad ottenere delle salvezze, eccezion fatta per la stagione 1934-1935, allorché la FIGC stabilì che solo le migliori sei classificate sarebbero state ammesse al nuovo campionato di Serie C, mentre le rimanenti sarebbero state retrocesse in Prima Divisione Regionale. Nonostante tutto, il Crema riuscì ad ottenere una sofferta salvezza, classificandosi al quinto posto nel girone B della Prima Divisione. Nei campionati successivi, disputati in Serie C, non riuscì mai ad essere in corsa per la promozione in Serie B, chiudendo sempre a metà classifica. Solo nella stagione 1942-1943 sfiorò l'ammissione ai gironi finali per la promozione avendo ottenuto un 3º posto nel girone C.

### Dal Dopoguerra agli anni '70
Dopo una forzata inattività per motivi bellici dal 1943 al 1945, nel secondo dopoguerra, capitanata dal campione del mondo Renato Olmi, giocò tre stagioni in serie B. Alla ripresa dei campionati nel 1945-1946 la FIGC decise di organizzare un campionato misto di Serie B-C di Alta Italia al quale furono ammesse numerose squadre di Serie C, tra cui proprio il Crema. Il Crema chiuse il campionato al sesto posto nel girone B, e a fine stagione, in seguito alla decisione da parte della FIGC di non ritornare al girone unico per quanto riguarda la Serie B, fu ammessa alla Serie B a tre gironi. Nella stagione 1946-1947 riuscì a salvarsi piazzandosi all'11º posto nel girone A di Serie B, ma nella stagione successiva ritornò in C, complice la decisione della FIGC di far tornare la Serie B a girone unico a partire dalla stagione 1948-1949: il Crema sfiorò la salvezza, ma chiuse il torneo 1947-1948 all'8º posto nel girone A di Serie B (per salvarsi sarebbe dovuta arrivare tra le prime sette, ma perse lo spareggio contro la Pro Sesto) e venne dunque retrocesso in Serie C.
Ritornata in C, nei tre campionati successivi si salvò senza difficoltà, raggiungendo il suo picco nella stagione 1949-1950 (3º posto nel girone A di Serie C). Nel 1951, tuttavia, la FIGC stabilì che la Serie C sarebbe diventata a girone unico a partire dalla stagione 1952-1953, e ciò significava la retrocessione nelle serie inferiori per la maggioranza delle squadre partecipanti al torneo 1951-1952. Il Crema non fu mai in corsa per la salvezza (si sarebbero salvate solo le prime tre classificate di ognuno dei quattro gironi e le migliori due quarte), concludendo il torneo al 14º posto nel girone A di Serie C e retrocedendo in IV Serie.
I campionati successivi furono assai sofferti: fu retrocessa in Promozione Regionale già al debutto in IV Serie (14º nel girone B), ma fu ripescato al posto dei Ferrovieri Bologna. La retrocessione fu rinviata di solo un anno: con un 16º posto nel girone C della IV Serie, arrivò ancora la retrocessione in Promozione, questa volta senza ripescaggi. La permanenza in Promozione durò solo una stagione, in quanto il Crema riuscì immediatamente a ritornare in IV Serie. Nei campionati successivi nella IV Serie nazionale (dal 1959-1960 Serie D), riuscì sempre a salvarsi, fino alla stagione 1960-1961, allorquando, classificandosi diciottesima nel girone B della Serie D, venne retrocessa in Prima Categoria Lombarda.
Nelle stagioni successive il Crema rimase nella massima categoria regionale, senza mai riuscire a ritornare in D. Nel 1967-1968 la Prima Categoria si tramutò nel campionato di Promozione, e il Crema, grazie al 2º posto nel girone B della Promozione Lombarda, riuscì finalmente a ritornare in Serie D.
Nei campionati di Serie D successivi alternò stagioni da alta classifica (2º posto nel 1969-1970, 3º posto nel 1970-1971 e 4º posto nel 1971-1972), senza però mai riuscire a vincere il girone e a ritornare in C, a stagioni meno esaltanti e concluse a metà classifica. Fino alla retrocessione in Promozione avvenuta nel 1975 è stata la prima squadra di Crema e disputò derby con Cremonese e Pergolettese.
Dopo la retrocessione in Promozione del 1975, non riuscì per molto tempo a ritornare in D. Dopo una serie di stagioni mediocri, nel 1978-1979, vinse il girone C della Promozione Lombarda, ma concluse al 3º posto il girone di spareggio per la promozione in Serie D, alle spalle di Seregno e Biassono, mancando dunque il ritorno in D. Dopo un'altra serie di campionati al di sotto delle aspettative, finalmente nel 1985-1986, arrivò la promozione in Interregionale con la vittoria del girone C della Promozione Lombarda.

### Dagli anni '80 ai giorni nostri
Il Crema disputò quindi altri sei campionati di Interregionale dalla stagione 1986-1987 al 1991-1992 chiudendo sempre a metà classifica (piazzamento più frequente il 12º posto, raggiunto 3 volte su 6), eccezion fatta per la stagione 1986-87 (5º posto) e la nefasta stagione 1991-1992 (15º posto), che segnò la retrocessione e il ritorno nelle categorie regionali. Retrocesso in Eccellenza, non si iscrisse tuttavia al campionato successivo. Nacque quindi il Nuovo Crema F.B.C., nato con l'intenzione di raccogliere l'eredità dell'A.C. Crema 1908 e che si iscrisse al campionato provinciale cremonese di Terza Categoria.
Costretta a ripartire dalla Terza Categoria Provinciale, ultimo livello del calcio italiano, per molti anni rimase in questa categoria, cogliendo come migliori risultati due secondi posti nel 1996-97 e 1997-98, non riuscendo a risalire nelle serie superiori. Finalmente, dopo undici campionati di Terza Categoria consecutivi, al termine della stagione 2005-2006 riuscì a rilevare i diritti dell'Aurora Ombriano, iscrivendosi dunque al campionato regionale di Prima Categoria. Nel 2007-2008, vincendo il proprio girone di Prima Categoria, ritorna in Promozione Lombarda e nel 2009-2010, vincendo il girone F della Promozione Lombardia, ritorna in Eccellenza Lombardia.
Nei campionati successivi ottiene salvezze sofferte, classificandosi tredicesima nella stagione 2010-2011 e quindicesima nella stagione 2011-2012: in quest'ultimo caso, riuscì ad evitare la retrocessione in Promozione solo vincendo i playout contro la Nuova Verolese.
Nella stagione 2013-14 raggiunge la salvezza vincendo i play-out contro il BaSe 96 Seveso. Nella stagione 2014-2015 perde i play-off contro il Darfo Boario, stesso esito nella stagione 2015-2016 contro il Cavenago Fanfulla.
Nella stagione 2016-2017 conclude al primo posto il girone B dell'Eccellenza e ottiene la promozione in Serie D.
Dopo sette stagioni disputate in Serie D, nel campionato 2023-2024 retrocede in Eccellenza Lombardia ma viene ripescato in Serie D a completamento organico. Nel gennaio 2025 le quote della squadra vengono acquisite in parte da un fondo di investimento TL Capital OY della Finlandia.

## Palmarès

### Competizioni regionali
- Campionato italiano di terza divisione: 2

1922-1923, 1924-1925
- Eccellenza: 2

1993-1994 (girone B), 2016-2017 (girone B)
- Promozione: 4

1954-1955 (girone E), 1978-1979 (girone C), 1985-1986 (girone C), 2009-2010 (girone F)
- Prima Categoria: 1

2007-2008 (girone B)

## Statistiche e record

### Partecipazione ai campionati
In 54 stagioni sportive a partire dall'esordio a livello nazionale in Seconda Divisione nel 1925:
| Livello | Categoria                       | Partecipazioni | Debutto   | Ultima stagione | Totale |
| ------- | ------------------------------- | -------------- | --------- | --------------- | ------ |
| 2º      | Seconda Divisione               | 1              | 1925-1926 | 1925-1926       | 3      |
| 2º      | Serie B                         | 2              | 1946-1947 | 1947-1948       | 3      |
| 3°      | Seconda Divisione               | 2              | 1926-1927 | 1927-1928       | 22     |
| 3°      | Prima Divisione                 | 7              | 1928-1929 | 1934-1935       | 22     |
| 3°      | Serie B-C Alta Italia           | 1              | 1945-1946 | 1945-1946       | 22     |
| 3°      | Serie C                         | 12             | 1935-1936 | 1951-1952       | 22     |
| 4°      | IV Serie                        | 6              | 1952-1953 | 1958-1959       | 24     |
| 4°      | Serie D                         | 18             | 1959-1960 | 2025-2026       | 24     |
| 5°      | Campionato Interregionale       | 6              | 1986-1987 | 1991-1992       | 7      |
| 5°      | Campionato Nazionale Dilettanti | 1              | 1994-1995 | 1994-1995       | 7      |

In 92 stagioni sportive a partire dall'incardinamento nel sistema della FIGC nel 1920, l'Associazione Calcio Crema 1908 ha disputato 51 campionati nazionali e 45 campionati regionali.
Partecipazione ai campionati regionali
In 45 stagioni sportive a partire dall'esordio a livello regionale in Promozione nel 1920:
| Livello | Categoria       | Partecipazioni | Debutto   | Ultima stagione | Totale |
| ------- | --------------- | -------------- | --------- | --------------- | ------ |
| I       | Terza Divisione | 3              | 1922-1923 | 1924-1925       | 28     |
| I       | Promozione      | 13             | 1954-1955 | 1985-1986       | 28     |
| I       | Prima Categoria | 6              | 1961-1962 | 1966-1967       | 28     |
| I       | Eccellenza      | 6              | 1992-1993 | 2016-2017       | 28     |
| II      | Promozione      | 4              | 1920-1921 | 2009-2010       | 4      |
| III     | Prima Categoria | 2              | 2006-2007 | 2007-2008       | 2      |
| V       | Terza Categoria | 11             | 1995-1996 | 2005-2006       | 11     |